# 米基斯·塞奥佐拉基斯
米哈伊尔·“米基斯”·塞奥佐拉基斯（希臘語：Μιχαήλ "Μίκης" Θεοδωράκης，發音：[mixaˈil ˈmicis θeoðoˈracis]；1925年7月29日—2021年9月2日），希腊音乐家、政治活动家。早年曾师从梅西安，创作过不少严肃音乐作品。但是后来主要以政治活动著名。他很早就加入了希腊共产党，军政府独裁时期曾被逮捕。后来担任希腊议会议员、希腊政府部长。他最著名的音乐创作大多是歌曲和电影配乐。